# 俏如彩蝶飛飛飛
《俏如彩蝶飛飛飛》（英語：Six Is Company）為陳坤厚導演、侯孝賢編劇的電影作品。

## 劇情簡介
在餐廳做樂隊領班的魯濤（鍾鎮濤飾）和同日一起搬來的方家四姊妹同時被房東詐騙，被迫住在同一屋簷下，整天魯濤與方家四姊妹為了小事而起爭執，也因此與在攝影公司上班的方惠貞（沈雁飾）在朝夕相處的過程中兩人日久生情，對彼此都產生微妙的情愫...
方家四姊妹的各種發生的事情均由魯濤協助解決，魯濤要求惠貞與他一同赴美，惠貞非常猶豫，最後房租到期，雙方均捨不得分開卻一定得分開，而惠貞也交與魯濤一封信套，裡面放...

## 人物角色
| 角色名稱 | 演員   | 備註 |
| -------- | ------ | ---- |
| 魯濤     | 鍾鎮濤 |      |
| 方惠貞   | 沈雁   |      |
|          | 胡家瑋 |      |
|          | 崔守平 |      |
|          | 邱于庭 |      |

## 外部連結
- 開眼電影網上《俏如彩蝶飛飛飛》的資料（繁體中文）
- 香港影庫上《俏如彩蝶飛飛飛》的資料（繁體中文）
- 豆瓣电影上《俏如彩蝶飛飛飛》的資料 （简体中文）
- 互联网电影数据库（IMDb）上《俏如彩蝶飛飛飛》的资料（英文）
- 陳瑞芬：〈影迷私房貨：《俏如彩蝶飛飛飛》中的寫實風格（页面存档备份，存于）〉，《放映週報》 funscreen-No.287，2010-12-10。